# Sisyfos Records
Sisyfos records je malé hudební vydavatelství, které vlastní Oldřich Neumann, známý jako G'olda. Vydavatelství vydává téměř výhradně alba kapely Znouzectnost od roku 1996 a sólové projekty jejich členů (druhé a třetí album Démophobie, alba Caina). Výjimku tvoří CD Noc a den Otcových dětí, CD kapely Bikini a nové album punkových veteránů N.V.Ú.s názvem "Nikdy nebo navždy" z roku 2009.